# Channalinganahalli, Kollegal
Channalinganahalli là một làng thuộc tehsil Kollegal, huyện Chamarajanagar, bang Karnataka, Ấn Độ.